# Omdraaitijd
De omdraaitijd (Engels turn-around-time) is de tijd die nodig is om een vliegtuig na aankomst op een vliegveld weer gereed te hebben voor vertrek. 
Organisatorisch hebben de meeste luchtvaartmaatschappijen het zo geregeld, dat tijdens de omdraaitijd het toestel logistiek de verantwoordelijkheid van de grondafhandelaar is, en buiten de omdraaitijd van de operationele vlieg-unit.

## Definitie
Het begintijdstip waarop de omdraaitijd begint te lopen, is het moment waarop het toestel op de blokken gaat. Dat wil zeggen dat het vliegtuig stilstaat aan de gate of op het platform en de afhandelaar het toestel kan benaderen. De tijd gebruikt om te taxiën van de landingsbaan naar de parkeerplaats en terug en telt dus niet mee in de omdraaitijd.
Het einde van de omdraaitijd wordt bepaald door het moment waarop het toestel weer van de blokken gaat en gereed is voor de pushback en kan taxiën naar de startbaan.

## Economisch belang
Een korte omdraaitijd dient een rechtstreeks economisch belang voor de maatschappij. Populair gezegd: er wordt alleen geld verdiend met het vliegtuig als het ook daadwerkelijk vliegt en niet als het aan de grond staat. Zeker voor de vloot waarmee lijnverbindingen op relatief korte afstanden binnen Europa worden onderhouden, kan een langere omdraaitijd (na iedere landing) het vliegen van één extra vlucht per dag onmogelijk maken, omdat die dan niet meer in de dienstregeling past.
De omdraaitijd is dan ook niet alleen een resultaat van een aantal uitgevoerde taken, maar vooral een tijd waarop gestuurd wordt. Alle taken die in de omdraaitijd uitgevoerd moeten worden dienen gereed te zijn binnen deze streeftijd, omdat hierop de dienstregeling gebaseerd is. Maatschappijen onderzoeken structureel de reden van het overschrijden van de geplande omdraaitijd, om hun prestatie in de toekomst aan de hand daarvan te verbeteren.
Midden jaren 1990 hanteerden de meeste maatschappijen een omdraaitijd van 45 tot 50 minuten voor de kleinere types zoals de Airbus A320, Boeing 737 en Fokker 100. Dit is bij “low-cost” maatschappijen teruggebracht tot 30 minuten. Dit was mogelijk door de voortgang in techniek (onderdelen en systemen gaan minder vaak kapot), betere planningsmethodieken, en het beter op elkaar afstemmen van de grote hoeveelheid logistieke deelprocessen die tijdens de omdraaitijd een rol spelen.

## Werkzaamheden
Tijdens de omdraaitijd wordt een groot aantal verschillende werkzaamheden uitgevoerd, zowel gericht op de veiligheid als service van de volgende vlucht. 
Techniek

Het toestel wordt technisch geïnspecteerd door de grondwerktuigkundige (GWK), die aan de hand van een checklist een vast aantal punten naloopt. Aan de buitenzijde van het toestel zal hij kijken of er geen schade zichtbaar is (bijvoorbeeld als gevolg van een vogelaanvaring) aan romp of motoren, en of banden, remmen, verlichting en dergelijke intact zijn. In het vliegtuig zal hij aan de bemanning vragen of er technische problemen zijn, en indien nodig kan hij daartoe de boordcomputer uitlezen. Eventuele veiligheidsgerelateerde problemen die een “no-go” voor de vlucht vormen zal de GWK tijdens de omdraaiperiode oplossen. Klachten die dat niet zijn worden zo veel mogelijk geregistreerd om tijdens de grotere dagelijkse inspectie van het toestel tijdens de nacht opgelost te worden. Door deze manier van werken is het gelukt om de omdraaitijd te bekorten, en worden de veiligheidsrisico's vermeden die ontstaan wanneer onder tijdsdruk en onder niet-ideale omstandigheden op een platform gewerkt wordt. Zeker wanneer de bezettingsgraad van het toestel hoog is, kan het repareren van een stoelleuning of veiligheidsriem in de cabine een taak zijn die tijdens de omdraaitijd uitgevoerd móet worden. Dit zijn namelijk voorbeelden van no-go items in de cabine.
Bevoorrading

Tijdens de omdraaitijd wordt het vliegtuig voorzien van nieuwe brandstof, schoon water, en worden de tanks met afvalstoffen (toiletten) geleegd. Tegelijkertijd wordt de catering, het eten en drinken, aan boord gebracht.
Passage

Ondertussen zijn de passagiers uitgestapt, is eventueel een nieuwe bemanning aan boord gegaan, is de cabine schoongemaakt, en zijn de passagiers voor de volgende vlucht weer aan boord gegaan. Het uit- en inladen van de koffers van de passagiers, en eventuele vracht die met het toestel wordt vervoerd, hoort hier ook bij.